# Vincenzo Santopadre
Vincenzo Santopadre (Roma, 11 agosto 1971) è un allenatore di tennis ed ex tennista italiano.
Divenne professionista nel 1991 e nel 1999 raggiunse la posizione nº 100 del ranking ATP. In doppio vanta un titolo ATP su due finali disputate e la 103ª posizione mondiale nell'agosto 1998.
Dal 2011 al 28 ottobre 2023 è stato allenatore di Matteo Berrettini, che sotto la sua guida ha raggiunto la finale del torneo di Wimbledon 2021 e la 6a posizione nel ranking ATP, mentre dal febbraio 2024 è il coach di Luca Van Assche.

## Biografia
Cominciò a giocare a tennis all'età di otto anni presso il Sant’Agnese Tennis Club di Roma dove erano iscritti altri membri della sua famiglia. È stato sposato con Karolina Boniek, figlia di Zbigniew.

## Carriera
Vinse i tornei under 14 Trofeo Mercadante e Carlo Stagno D’Alcontres e fu campione d'Italia under 16 e under 18 in doppio.
Nel 1997 vinse in doppio il torneo ATP di Tashkent sconfiggendo in finale, in coppia con Vince Spadea, il duo formato da Hicham Arazi e Eyal Ran.
Nel 1998 sconfisse il no 10 del mondo Karol Kučera al primo turno del tabellone di singolare degli Internazionali d'Italia e giunse in semifinale a Bournemouth eliminando nei sedicesimi Magnus Norman al tie-break del set decisivo.
Nel 1999 arrivò ai quarti di finale al torneo di Chennai superando negli ottavi Andrew Ilie, e a Monaco di Baviera concesse cinque giochi a Gustavo Kuerten nei sedicesimi .
Agli Internazionali d'Italia 2001 eliminò al primo turno il campione in carica e no 5 del mondo Magnus Norman.
Disputò tre incontri con la squadra italiana di Coppa Davis, conquistando nel 2001 il punto decisivo per la qualificazione degli azzurri, nel doppio giocato insieme a Mosè Navarra contro la Finlandia, valevole per i quarti di finale del Gruppo I Euro/Africano.
Tra i giocatori da lui sconfitti in singolare figurano anche Marat Safin, Ivan Ljubičić, Marcos Baghdatis, Nicolás Massú, Marc-Kevin Goellner, Filippo Volandri e Davide Sanguinetti.
Nel 1997 conquistò la medaglia d'oro ai Giochi del Mediterraneo sia in singolare, sconfiggendo in finale Alberto Martín, sia in doppio, in coppia con Gabrio Castrichella.
Tra il 1992 e il 2003 conquistò cinque titoli su nove finali disputate nel circuito Challenger e otto tornei Futures su 13 finali.

## Statistiche

### Doppio

#### Vittorie (1)
| Legenda                   |
| Grande Slam (0)           |
| ATP World Tour Finals (0) |
| ATP Masters 1000 (0)      |
| ATP World Tour 500 (0)    |
| ATP World Tour 250 (1)    |

| N. | Data              | Torneo                  | Superficie | Compagno       | Avversari in finale   | Punteggio     |
| 1. | 14 settembre 1997 | Tashkent Open, Tashkent | Cemento    | Vincent Spadea | Hicham Arazi Eyal Ran | 6-4, 6-7, 6-0 |

#### Sconfitte (1)
| Legenda                   |
| Grande Slam (0)           |
| ATP World Tour Finals (0) |
| ATP Masters 1000 (0)      |
| ATP World Tour 500 (0)    |
| ATP World Tour 250 (1)    |

| N. | Data          | Torneo                           | Superficie  | Compagno         | Avversari in finale            | Punteggio |
| 1. | 29 marzo 1999 | Grand Prix Hassan II, Casablanca | Terra rossa | Massimo Ardinghi | Fernando Meligeni Jaime Oncins | 2-6, 3-6  |

### Tornei minori

#### Vittorie (13)
| Challenger (5) |
| Futures (8)    |

| N.  | Data            | Torneo                                  | Superficie  | Avversario in finale | Punteggio     |
| 1.  | 12 luglio 1992  | Italy 2 Masters 1, Forte dei Marmi      | Terra rossa | Lukas Thomas         | 6-7, 7-5, 6-4 |
| 2.  | 11 aprile 1993  | Parioli Challenger, Roma                | Terra rossa | Massimo Valeri       | 7-6, 3-6, 6-4 |
| 3.  | 21 agosto 1994  | Italy 3 Masters 3, Manerbio             | Terra rossa | Olivier Soules       | 6-3, 6-0      |
| 4.  | 16 aprile 1995  | Italy 1 Masters 2, Velletri             | Terra rossa | Nicolas Kischkewitz  | 1-6, 6-4, 7-6 |
| 5.  | 30 aprile 1995  | Italy 1 Masters 4, Velletri             | Terra rossa | Massimo Calvelli     | 6-3, 6-4      |
| 6.  | 14 aprile 1996  | Italy 1 Masters 1, Roma                 | Terra rossa | Marcello Craca       | 6-3, 4-6, 7-5 |
| 7.  | 11 agosto 1996  | Binghamton Challenger, Binghamton       | Cemento     | Sargis Sargsian      | 6-3, 3-6, 6-3 |
| 8.  | 19 gennaio 1997 | Italy 1 Masters 2, Casinalbo            | Sintetico   | Lorenzo Manta        | 2-6, 6-3, 6-3 |
| 9.  | 10 agosto 1997  | Pilzen Challenger, Plzeň                | Terra rossa | Michal Tabara        | 6-3, 5-7, 6-3 |
| 10. | 23 luglio 2000  | Contrexéville Challenger, Contrexéville | Terra rossa | Olivier Patience     | 7-5, 6-2      |
| 11. | 3 novembre 2002 | Italy 8 Masters 1                       | Cemento     | Nicolas Tourte       | 6-3, 6-3      |
| 12. | 16 marzo 2003   | Italy 1 Masters 2                       | Terra rossa | Boris Pashansky      | 6-1, 6-3      |
| 13. | 6 luglio 2003   | Mantova Challenger, Mantova             | Terra rossa | Stefano Galvani      | 6-3, 6-4      |

#### Sconfitte (9)
| Challenger (4) |
| Futures (5)    |

| N. | Data             | Torneo                          | Superficie  | Avversario in finale   | Punteggio     |
| 1. | 17 luglio 1994   | Italy 2 Masters 2, Montecatini  | Terra rossa | Pier Gauthier          | 6-4, 6-7, 4-6 |
| 2. | 26 febbraio 1995 | France 1 Masters 3, Montrouge   | Terra rossa | Frédéric Fontang       | 6-7, 6-3, 3-6 |
| 3. | 9 aprile 1995    | Italy 1 Masters 1, Velletri     | Terra rossa | Martijn Bok            | 3-6, 6-4, 2-6 |
| 4. | 30 luglio 1995   | São Paulo Challenger, San Paolo | Cemento     | Jean Philippe Fleurian | 6-7, 3-6      |
| 5. | 29 ottobre 1995  | Seoul Challenger Tennis, Seul   | Terra rossa | Tim Henman             | 2-6, 6-4, 4-6 |
| 6. | 21 aprile 1996   | Italy 1 Masters 2, Roma         | Terra rossa | Marcello Craca         | 5-7, 5-7      |
| 7. | 3 agosto 1997    | Merano Challenger, Merano       | Terra rossa | Lucas Arnold Ker       | 1-6, 4-6      |
| 8. | 16 febbraio 2003 | Portugal F2, Espinho            | Terra rossa | Jean Baptiste Perlant  | 4-6, 1-6      |
| 9. | 7 settembre 2003 | Genoa Open Challenger, Genova   | Terra rossa | Óscar Hernández        | 2-6, 2-6      |